# スノーウェーブパーク白鳥高原
スノーウェーブパーク白鳥高原（スノーウェーブパークしらとりこうげん）は、岐阜県郡上市白鳥町石徹白にあるスキー場である。
両白山地の毘沙門岳の北斜面、檜峠の西側に位置する。
グリーンシーズンにはゴルフ場の白鳥高原カントリーゴルフとして営業している。
規制の少ないゲレンデが特徴である。

## 沿革
この土地はまず名古屋市の八木興産によってゴルフ場「白鳥高原カントリーゴルフ」として1976年に開発された。翌1977年にはスキー場「白鳥高原スキー場」が開業した。
スキーブームが沈静化した1995年には長良川鉄道越美南線二日町駅の近くに駐車場を整備して、スキー場との間でシャトルバスを運行した。翌1996年には長良川鉄道に申し入れて二日町駅から白鳥高原駅への改称を実現させた。しかし、利用客の増加につなげることはできず、ほどなくしてシャトルバスの運行を終了した。
2002年からは「スノーウェーブパーク白鳥高原」として営業している。

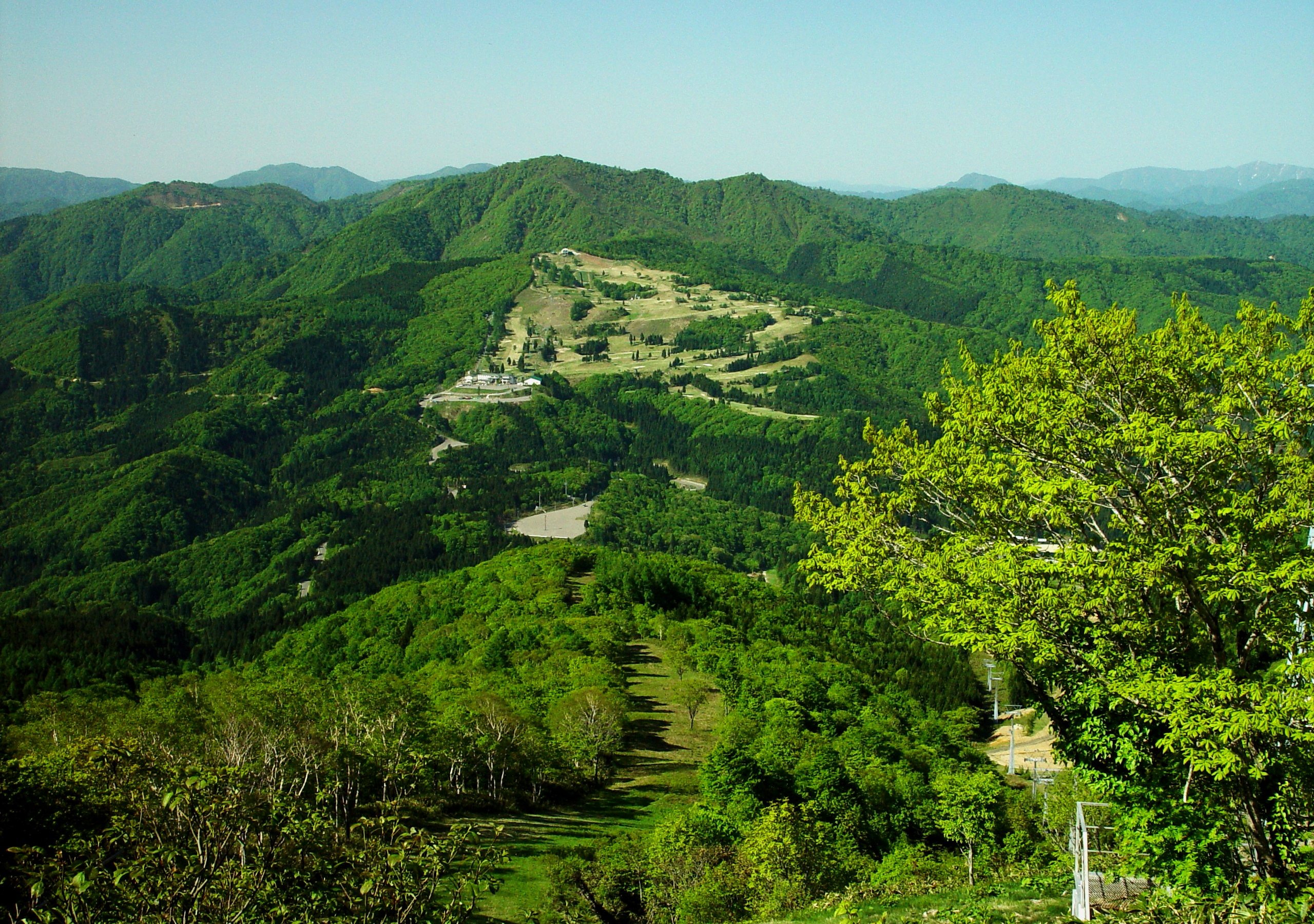
北方から望む全景（2002年5月）

## アクセス
- 東海北陸自動車道 白鳥ICから約25分
- 岐阜県道314号石徹白前谷線の檜峠から南側